# مارك بيلوسي
مارك بيلوسي (بالإنجليزية: Marc Pelosi)‏ (17 يونيو 1994 ببادن-فورتمبيرغ في ألمانيا - ) هو لاعب كرة قدم أمريكي في مركز الوسط. شارك مع منتخب الولايات المتحدة تحت 17 سنة لكرة القدم ومنتخب الولايات المتحدة تحت 20 سنة لكرة القدم ومنتخب الولايات المتحدة تحت 23 سنة لكرة القدم. أما مع النوادي، فقد لعب مع سان خوسيه إيرثكويكس ونادي ليفربول ونادي رينو 1868.

## وصلات خارجية
- مارك بيلوسي على موقع الاتحاد الدولي (مؤرشف)  (الإنجليزية)
- مارك بيلوسي على موقع الدوري الأمريكي (الإنجليزية)
- مارك بيلوسي على موقع قاعدة بيانات كرة القدم.إي يو (الإنجليزية)
- مارك بيلوسي على موقع Soccerbase.com (لاعب) (الإنجليزية)
- مارك بيلوسي على موقع Soccerway.com (الإنجليزية)
- مارك بيلوسي على موقع عالم كرة القدم.نت (الإنجليزية)
- مارك بيلوسي على موقع AS.com (الإسبانية)